# Maciej Wirzbięta
Maciej Wirzbięta inna forma nazwiska: Wierzbięta, (ur. 1523 w Krakowie, zm. w czerwcu 1605) – polski drukarz, tłumacz i księgarz krakowski.

## Życiorys
Urodził się w roku 1523, w krakowskiej rodzinie mieszczańskiej. Prawdopodobnie drukarstwa uczył się u Floriana Unglera. Zanim otworzył własny warsztat drukarski, kierował oficyną drukarską Heleny Unglerowej. Był kierownikiem drukarni Unglera po jego śmierci. W roku 1544 został właścicielem domu z oficyną przy ul. Sławkowskiej. Swoją drukarnię zaopatrzył (1554) w urządzenia drukarni brzeskiej, odkupione od wdowy po Bernardzie Wojewódce. Pierwsze datowane druki pochodzą jednak dopiero z roku 1557 i prawdopodobnie dopiero wtedy nastąpiło otwarcie drukarni (dawni badacze przyjmowali pierwotnie rok 1554). W roku 1565 uzyskał serwitoriat. Wydawał przeważnie dzieła protestanckie. Początkowo katolik, przeszedł później na kalwinizm. W roku 1571 był seniorem (członkiem zarządu) zboru krakowskiego. Był zamożnym mieszczaninem, oprócz drukarni posiadał folwark Szykiwikowski, staw i ogród w Łobzowie. Sprawował urząd ławnika krakowskiego, tytułował się drukarzem królewskim. Dwukrotnie żonaty, zmarł w czerwcu roku 1605 (brak daty dziennej).

## Działalność i twórczość
Najstarszy zachowany jego druk datowany w 1554 r. to Psałterz Dawidów. W 1565 otrzymał przywilej „typografa I.K.Mci”. Wydrukował większość utworów Reja, w tym Wizerunk własny (1558, 1560 i 1585), Źwierzyniec (1562 i 1574) oraz dzieła Kochanowskiego: Szachy, Górnickiego: Dworzanin polski, Modrzewskiego. Drukował rozprawy teologiczne, polemiki, konfesje itp. druki religijne. Ostatni datowany druk ukazał się w 1609 r.
Własną twórczością literacką zajmował się Maciej Wirzbięta przy okazji. Jego największym dziełem jest Gospodarstwo dla młodych a nowotnych gospodarzów.
Od 1603 r. wydawnictwa Wirzbięty trafiły na indeks ksiąg zakazanych, przypuszczalnie dlatego część nakładu była wydawana anonimowo bez sygnetu. Znane są trzy odmiany sygnetów drukarskich oficyny Wirzbięty. W sumie znanych druków sygnowanych przez jego oficynę (monogram w tarczy i drzewo wierzby) jest 175. Od roku 1610 drukarnię tę prowadził jego syn Paweł.

### Ważniejsze przekłady
- H. K. Agryppa O ślachetności a zacności płci niewieściej, Kraków 1575, drukarnia M. Wirzbięta (z dod. dedykacji Krystynie ze Zborowa i przemowy do czytelników); przedr. S. Tomkowicz, Kraków 1891, BPP nr 14
- Cebes Tebańczyk Tablica albo Konterfet Cebesa tebańskiego filozofa, Kraków 1581, drukarnia M. Wirzbięta (tłum. wierszem 13-zgłoskowym; dod. dedykacja wierszem Ostafiemu Wołłowiczowi; fragm. przytacza Estreicher XIV, 105–106).
- Henryk Bullinger Compendium Christinae religionis, który ukazał się w roku 1573 pod tytułem Opisanie wiary świętej.

### Materiały
- Dokumenty różne (m.in. kwity pieniężne, pełnomocnictwa, przywileje) z lat 1566–1600, wyd. J. Ptaśnik "Cracovia impressorum XV et XVI ss.", Lwów 1922, Monumenta Poloniae Typographica XV et XVI Saeculorum, t. 1.